# Black River (Nueva York)
Black River es una villa ubicada en el condado de Jefferson en el estado estadounidense de Nueva York. En el año 2000 tenía una población de 1,285 habitantes y una densidad poblacional de 274 personas por km².

## Geografía
Black River se encuentra ubicada en las coordenadas 44°0′42″N 75°47′41″O / 44.01167, -75.79472.

## Demografía
Según la Oficina del Censo en 2000 los ingresos medios por hogar en la localidad eran de $45,761, y los ingresos medios por familia eran $54,236. Los hombres tenían unos ingresos medios de $36,058 frente a los $26,458 para las mujeres. La renta per cápita para la localidad era de $20,524. Alrededor del 6.1% de la población estaban por debajo del umbral de pobreza.